# La Mancia

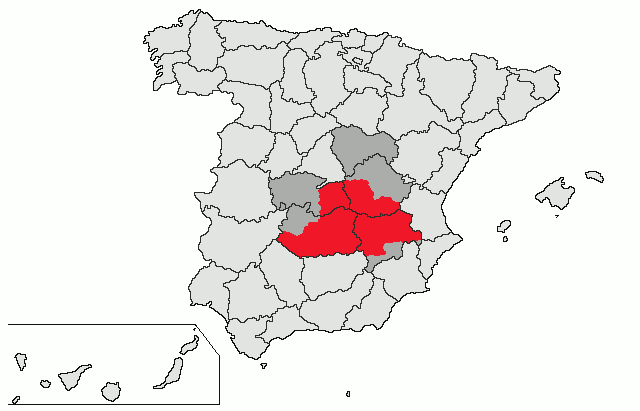
Posizione della Mancia (in rosso) rispetto alle province della Spagna (grigio chiaro) e tra la comunità autonoma della Castiglia-La Mancia (grigio scuro).

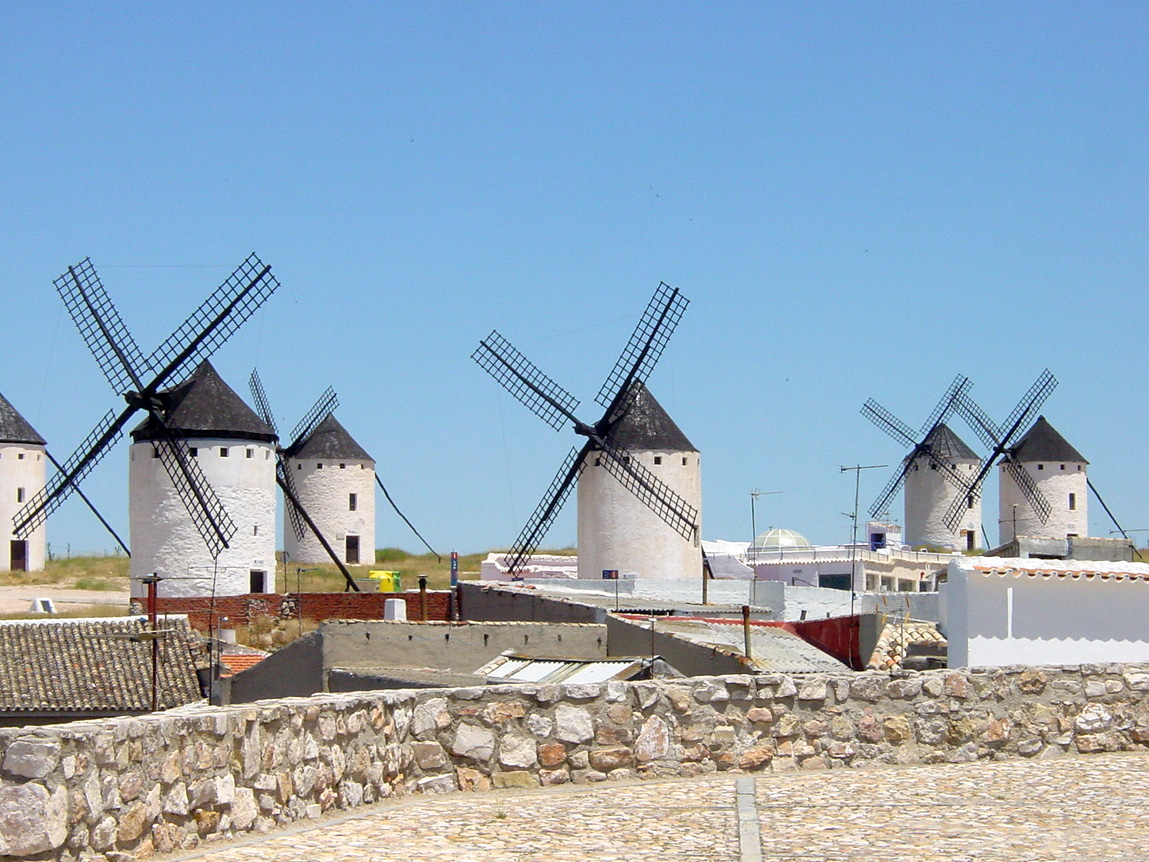
I mulini a vento, simbolo della Mancia.

La Mancia è una regione geografica della Spagna situata centralmente; ha caratteristiche specifiche proprie di tipo culturale, naturale e storico; attualmente è compresa nella comunità autonoma della Castiglia-La Mancia. Il suo nome deriva dall'arabo Manxa o Al-Mansha che significa terra secca. La Mancia si trova all'interno del territorio della Submeseta sud e ne costituisce la sua parte centrale, meridionale e sudorientale. Comprende parte delle province di Albacete, Ciudad Real, Cuenca e Toledo, mentre non sembra che sia compresa alcuna parte sia pur limitata della Provincia di Guadalajara.

## Geografia
Il territorio è pianeggiante ad eccezione della Sierra de Alcaraz, ed in pratica è un altopiano situato in media a 600-700 metri s.l.m.. La forma della regione è vagamente triangolare con al centro la città di Ciudad Real e i lati che si spingono verso quelle di Albacete (che con i suoi 172 472 abitanti è il centro più popolato della regione), Cuenca e Toledo. La Mancia è inoltre suddivisa in due Comarche: la Comarca Storica e la Comarca Moderna.

La regione ha avuto da sempre un'ampia diffusione sia di specifiche colture agricole che di allevamenti; ampia diffusione presenta la coltura della vite, in particolare nei comuni di Daimiel, Tomelloso, Valdepeñas e Villarrobledo, come anche quella dei cereali (da cui i suoi famosissimi mulini a vento, simboli della regione) e quella dello zafferano; molto diffuso è l'allevamento degli ovini, in particolare pecore, che producono, oltre alla lana, i formaggi manceghi, prodotti a denominazione d'origine controllata.

Nonostante l'origine del nome richiami una terra di siccità, la Mancia presenta anche importanti zone acquitrinose e umide: le Lagunas de Ruidera, le Tablas de Daimiel e i Chorros del rio Mundo.

Il clima è di tipo continentale-mediterraneo caratterizzato da estati molto calde ed inverni freddi; da qui l'elevatissima escursione termica durante l'anno; le precipitazioni sono scarse nella stagione estiva, e abbondanti in autunno e inverno.

## Storia
I resti preistorici nella regione sono piuttosto scarsi: attrezzi in pietra, resti di accampamenti e qualche pittura rupestre a Fuencaliente, simili queste a quelle presenti più ad est della Penisola Iberica. Tra il neolitico e l'età del bronzo si sviluppò nel centro-sud della regione, ad est di Ciudad Real e ad ovest di Albacete, quella che fu detta Cultura de las Motillas che si caratterizzava per abitazioni circondate da muraglie concentriche e a gradoni che le facevano rassomigliare a piccole colline, e che avevano significato di maggior difesa da nemici esterni.
Successivamente, la zona subì l'invasione di popoli indoeuropei e quindi della cultura degli Iberi; in particolare nelle zone di Albacete e Ciudad Real con i siti di Cerro de los Santos, Llano de la Consolacion, Pozo Moro e Alarcos; all'interno di queste aree sopravvissero i popoli autoctoni dell'Oretanos nel luogo attualmente occupato dalla località di Granátula de Calatrava e quello del Carpentanos, lungo il corso del Tago, adoratori del Dio delle acque Tolt.
Erano popolazioni di allevatori, contadini ma anche guerrieri che si confrontarono con i Cartaginesi prima della Seconda guerra punica in particolare per il possesso delle miniere di Saesapo (oggi Almadén), il maggior deposito di Mercurio al mondo, sfruttato fino agli anni 70 del XX secolo. 
I romani che conquistarono la Mancia nel 193 a.C. la denominarono Campo Espartario, per l'ampia diffusione nei territori di una graminacea spontanea chiamata sparto. Strabone, il grande geografo, parlando di questa regione, racconta che ai tempi di Ottaviano Augusto si realizzarono importanti opere lungo la via romana che collegava Roma a Gades (oggi Cadice) facendo però deviazioni di tracciato più vicine alla costa per evitare il transito in quelle aride zone pure infestate da guerrieri del luogo; situazioni che perdurarono anche dopo la totale conquista della penisola iberica e la sua annessione all'Impero Romano. Uniche città vere e proprie esistenti allora erano Toletum, Saesapo e Oretum, centri che con l'arrivo del cristianesimo divennero sedi vescovili.

Quando gli arabi occuparono questa regione, lo chiamarono Terra secca (o secondo altri filologi terra senz'acqua). Tuttavia, la regione con il tempo, si trasformò in zona ricca di agricoltura, allevamento ed industria tessile. Grazie alle avanzate tecniche di irrigazione, divennero floride soprattutto le pianure fluviali. Dopo la caduta del Califfato di Cordova, la regione rimase sotto il governo della città di Toledo, anche se dovette affrontare l'ostilità delle taife di Siviglia e Murcia, e questo comportò la richiesta di aiuto al Regno di Castiglia. Questo si impadronì della parte nord della regione (zona di Toledo) attorno al 1085, ma comportò anche l'arrivo in Spagna degli Almoravidi chiamati dalle altre Taife. Nei secoli successivi la Mancia fu un continuo campo di battaglia per Cristiani e Musulmani con alterne vicende; nel 1158 la conquista e il ripopolamento di queste terre contese passarono all'Ordine di Calatrava che le tenne sotto il suo controllo fino al XV secolo con l'eccezione del periodo che va dalla Battaglia di Alarcos (1195) e la Battaglia di Las Navas de Tolosa (1212) nella quale gli Almohades conquistarono quasi tutta la zona, arrivando fino a minacciare Toledo. Nel XIII secolo Alfonso X di Castiglia, detto il Saggio, decise di contrastare l'eccessiva influenza dell'Ordine, appoggiando in metà delle sue terre la popolazione dipendente dalla corona di Vila Real (oggi Ciudad Real); e questo comportò diversi confronti armati tra i Calatravos e la Corona.

Nel XVI secolo si definiscono i confini della comarca della Mancia come la conosciamo oggi: la provincia di Ciudad Real, quella di Albacete verso la Sierra de Segura e a sud di quelle di Toledo e Cuenca che si formano in questa epoca, mentre quella di Albacete era parte della regione di Murcia. Sono anni caratterizzati dalla peste, da cattivi raccolti e campagne di reclutamenti di massa, al servizio degli Asburgo; tutto questo provocò un'ulteriore decadenza, aggravata nel 1609 dall'espulsione dei Moriscos, che appartenevano ai ceti artigianali. Fu in quest'epoca che Miguel de Cervantes ambientò l'opera che avrebbe reso famosa la Mancia in tutto il mondo: il romanzo Don Chisciotte della Mancia, dove emerge l'amara realtà di un mondo dominato dall'ignoranza, in contrasto con un'immagine più diffusa di una Spagna del Secolo d'Oro.

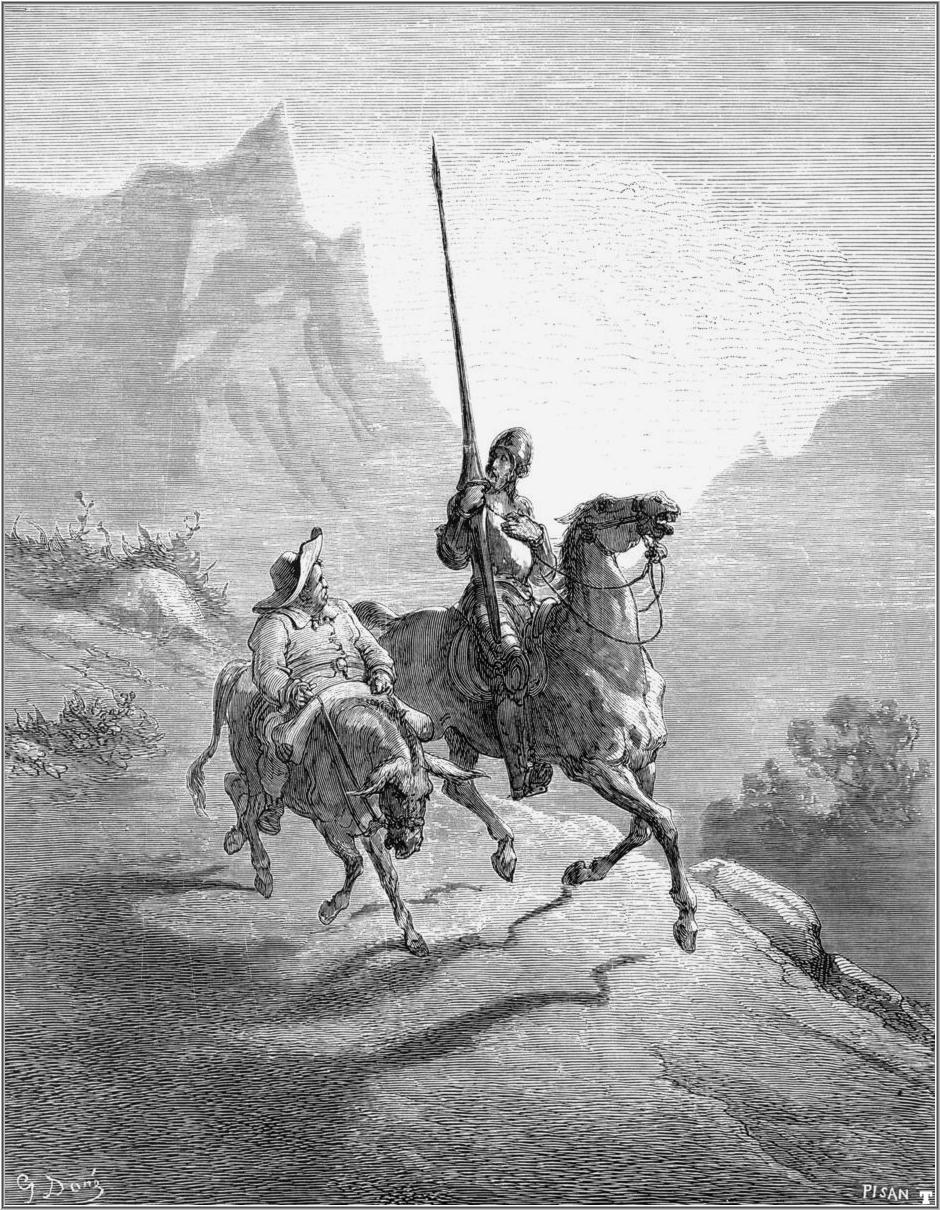
Don Chisciotte e Sancho Panza, personaggi letterari che simboleggiano la Mancia in tutto il mondo.

Durante il XIX secolo, la regione fu un autentico calderone di guerriglia, inizialmente contro le invasioni francesi e quindi durante le Guerre carliste per via della predominanza di fazioni tradizionaliste e di conseguenza con connotazioni fortemente regionaliste. Verso fine del secolo, le condizioni di vita migliorarono leggermente con l'arrivo dell'industria sia pur in realtà limitate, in un panorama che seguitava a rimanere prevalentemente contadino.

Durante la Guerra civile spagnola la regione rimase fedele alla parte repubblicana fino alla sconfitta finale, nonostante i duri combattimenti per il controllo delle miniere di Almadén.

Attualmente la Mancia è completamente contenuta nella comunità autonoma della Castiglia-La Mancia.

## Allevamento degli ovini
La razza Manchega è una specie ovina autoctona adattatasi da lungo tempo a tale regione, di cui rappresenta una delle principali fonti di ricchezza. Ha saputo conservare la propria purezza, in quanto non è stata mai incrociata, e si è adattata con il tempo al pascolo nelle zone aride. Gli animali di questa razza beneficiano in primo luogo delle risorse naturali a disposizione (flora, prati, foraggi, maggesi, stoppie e cespugli). La varietà dell’alimentazione e le peculiarità della razza permettono di ottenere agnelli con carne succosa, il cui aroma e colore sono legati all’origine geografica.
Gli agnelli delle pecore di razza Manchega sono commercializzati da molto tempo. Nel corso dei secoli le pratiche di allevamento e di ingrasso hanno ottimizzato le qualità di questa carne tipica della Mancia.